# Anthrenus amoenulus
Anthrenus amoenulus is een keversoort uit de familie spektorren (Dermestidae). De wetenschappelijke naam van de soort werd in 1896 gepubliceerd door Edmund Reitter.